# Aleksandria Niedziałowska
Aleksandria Niedziałowska – wieś w Polsce położona w województwie lubelskim, w powiecie chełmskim, w gminie Rejowiec.
| SIMC    | Nazwa  | Rodzaj    |
| ------- | ------ | --------- |
| 0105450 | Budki  | część wsi |
| 0105466 | Piątki | część wsi |

W latach 1975–1998 miejscowość administracyjnie należała do województwa chełmskiego. Od 1 stycznia 2006 wchodzi w skład powiatu chełmskiego (przedtem krasnostawskiego). 
Wieś jest sołectwem w gminie Rejowiec. Według Narodowego Spisu Powszechnego (III 2011 r.) liczyła 82 mieszkańców i była dwudziestą co do wielkości miejscowością gminy Rejowiec.
Wierni Kościoła rzymskokatolickiego należą do parafii św. Jozafata Kuncewicza w Rejowcu.